# Pôle Sud de la Lune

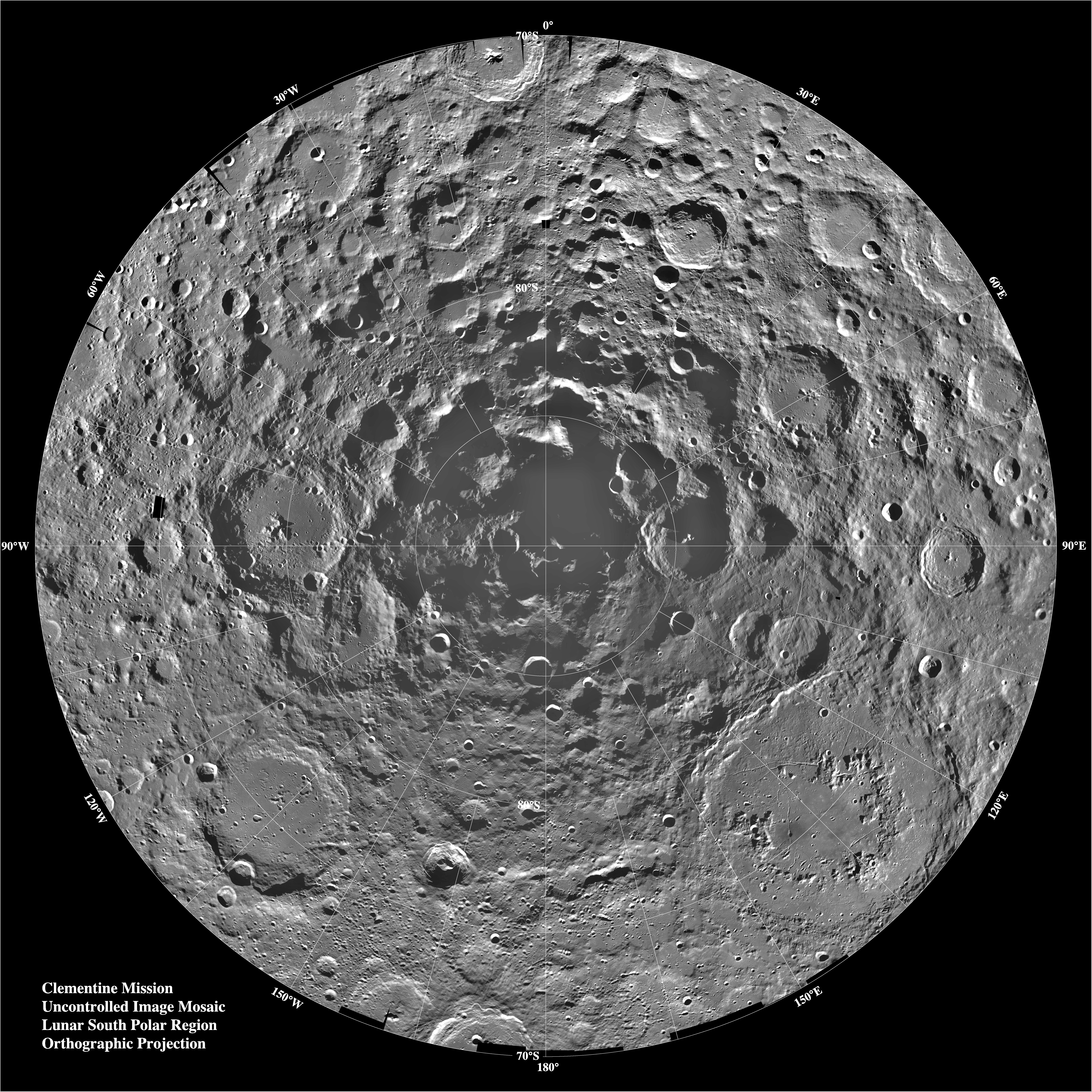
Région du pôle Sud (> 70°S) d'après une mosaïque d'environ 1500 images de Clementine.

Le pôle Sud de la Lune est le point de l'hémisphère sud de la Lune où l'axe de rotation lunaire rencontre sa surface. Il présente un intérêt particulier pour les scientifiques en raison de la présence de glace d'eau dans ses cratères d'obscurité éternelle : ceux-ci ne reçoivent jamais la lumière du soleil et restent ainsi en permanence suffisamment froids pour que la glace et d'autres substances volatiles restent piégées,. En revanche, la région du pôle Nord de la Lune présente une quantité beaucoup plus faible de cratères protégés de la même manière.

## Géographie
L'axe de rotation de la Lune est pratiquement perpendiculaire au plan de l'écliptique (à la direction du Soleil) : son inclinaison est de seulement 1,5° alors que l'axe des pôles de la Terre est incliné de 23,5°. En conséquence le rayonnement solaire est toujours rasant dans les régions polaires de notre satellite et les reliefs créent des zones en permanence à l'ombre (notamment le fond des cratères) dans lesquelles la température se maintient en dessous de 0 °C. Le pôle sud de la Lune se caractérise par des reliefs particulièrement importants (Bassin Pôle Sud-Aitken). Alors qu'ailleurs sur la Lune la température en journée dépasse les 100 °C empêchant la conservation de l'eau, les conditions dans les régions polaires situées en permanence à l'ombre permettent à l'eau, sans doute apportée par les comètes et les astéroïdes ayant heurté la Lune, de subsister à des échelles de temps géologiques.
Le pôle sud lunaire est situé au centre du cercle polaire antarctique (80–90° S),. Il s'est déplacé de 5° par rapport à sa position d'origine il y a des milliards d'années[réf. nécessaire]. Ce changement a modifié l'axe de rotation de la Lune, permettant à la lumière du soleil d'atteindre des zones précédemment ombragées, même s'il existe toujours des cratères d'obscurité éternelle. Le spin de l'axe est à 88,5° du plan de l'elliptique.
De la même façon, le pôle Sud contient également des zones exposées en permanence au soleil. La région présente également le bassin Pôle Sud–Aitken, le plus grand de la Lune, et des montagnes, telles que le pic Epsilon s'élevant à 9 050 m, plus haut que n'importe quelle montagne trouvée sur Terre. La température moyenne du pôle Sud est d'environ 260 K (−13 °C).

### Cratères

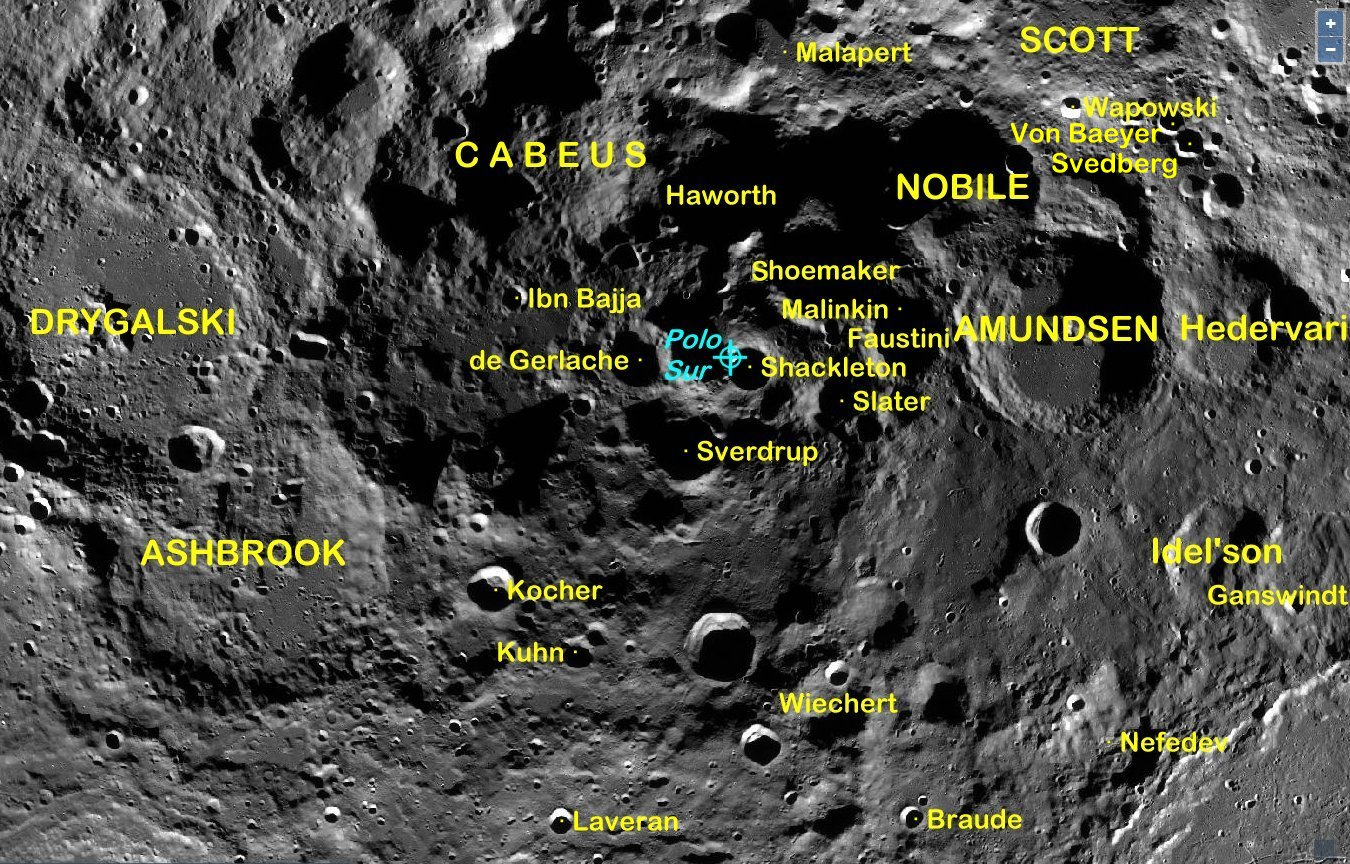
Image légendée des cratères dans la région polaire Sud.

L'axe de rotation de la Lune se trouve dans le cratère Shackleton. Les cratères notables les plus proches du pôle sud lunaire comprennent De Gerlache, Sverdrup, Shoemaker, Faustini, Haworth, Nobile et Cabeus.

## Découvertes

### Éclairage
Le pôle Sud lunaire comprend une région avec des bords de cratère exposés à un éclairage solaire presque constant, mais l'intérieur des cratères reste en permanence à l'ombre. L'éclairage de la zone est étudié à l'aide de modèles numériques à haute résolution produits à partir de données du Lunar Reconnaissance Orbiter.
La surface lunaire peut également refléter le vent solaire sous forme d'atomes neutres énergétiques. En moyenne, 16 % de ces atomes sont des protons qui varient en fonction de l'emplacement.[pas clair] Ces atomes créent un flux intégral d'atomes d'hydrogène rétrodiffusés en raison de la quantité réfléchie de plasma qui existe à la surface de la Lune.

### Pièges froids

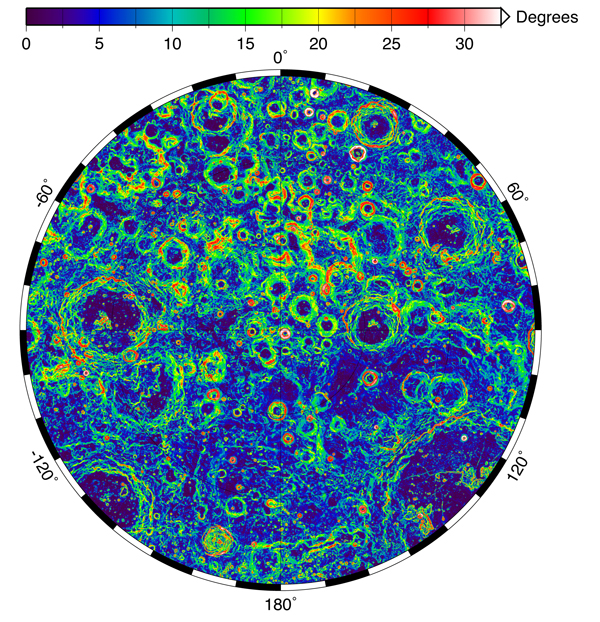
Degré des pentes près du pôle Sud de la Lune.

Les pièges froids sont les endroits importants de la région du pôle Sud lunaire où l'existence de glace d'eau et d'autres dépôts volatils est possible. Ils peuvent contenir de l'eau et de la glace provenant à l'origine des comètes et de la réduction du fer induite par le vent solaire.
À partir d'expériences et de lectures d'échantillons, il est confirmé que les pièges froids contiennent de la glace. De l'hydroxyle est également trouvé dans ceux-ci. La découverte de ces deux composés conduit au financement de missions axées principalement sur les pôles lunaires, utilisant la détection infrarouge. La glace reste dans ces pièges en raison du comportement thermique de la Lune qui est contrôlé par des propriétés thermophysiques telles que la diffusion de la lumière du soleil, le rayonnement thermique, la chaleur interne et la lumière émise par la Terre.

### Surface magnétique
En certaines zones de la Lune, la croûte est magnétisée. Ceci est connu comme une anomalie magnétique due aux restes de fer métallique déposés par l'impacteur ayant formé le bassin Pôle Sud-Aitken. Cependant, la concentration de fer que l'on pense être dans le bassin n'est pas présente dans les cartographies, car ils pourraient être trop profonds dans la croûte lunaire pour que les cartographies puissent les détecter [Passage à actualiser].

## Exploration

### Missions

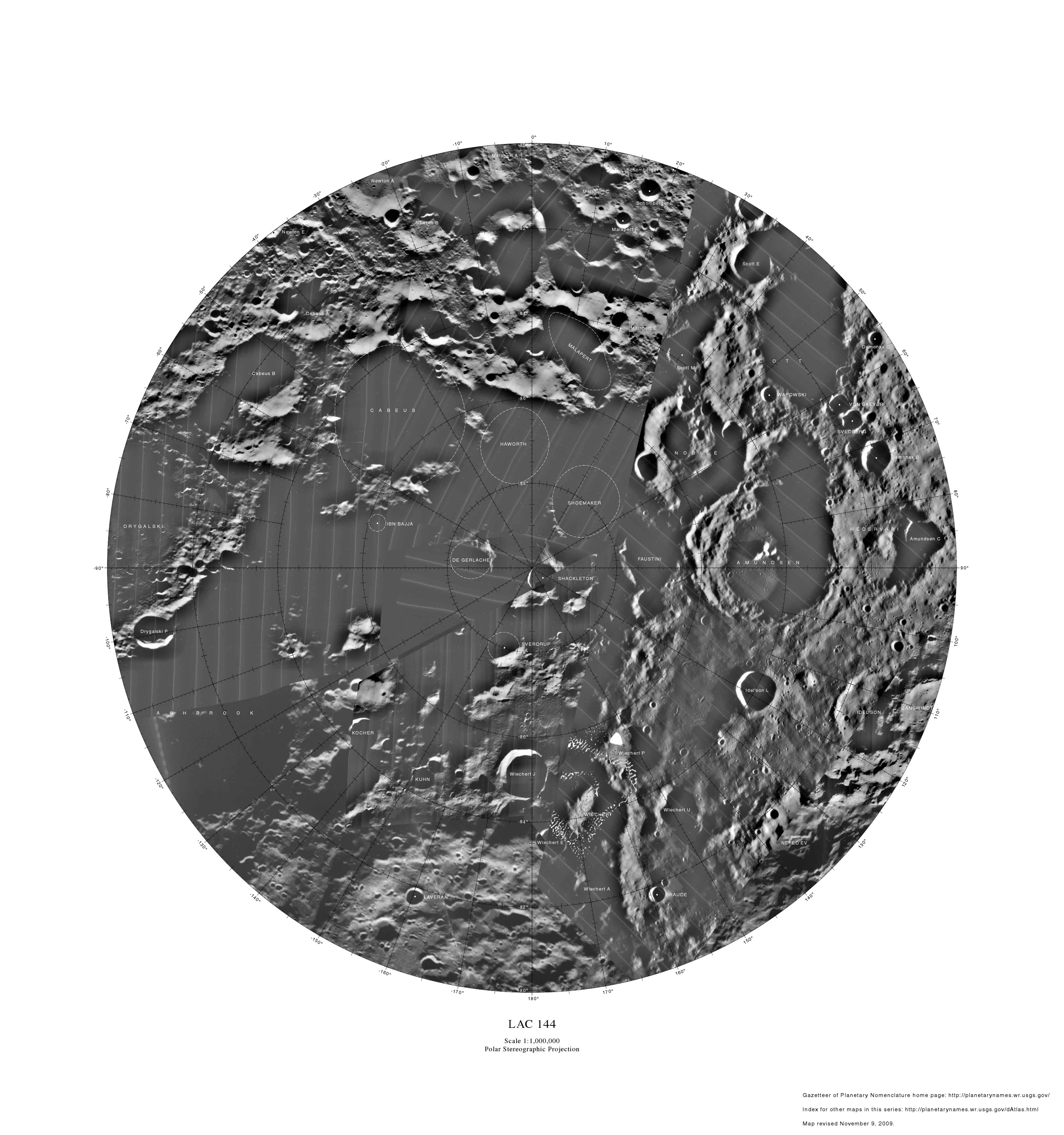
Carte de la région polaire Sud lunaire (> 80°S).

Des orbiteurs de plusieurs pays ont exploré la région autour du pôle Sud lunaire. Des études approfondies ont ainsi été menées par les Lunar Orbiters, Clementine, Lunar Prospector, Lunar Reconnaissance Orbiter, SELENE et Chandrayaan-1, qui ont découvert la présence d'eau sur la Lune.
La mission LCROSS de la NASA trouve une quantité importante d'eau dans Cabeus. Elle s'écrase ensuite délibérément sur le sol de ce cratère Cabeus et des échantillons révèlent qu'il contient près de 5% d'eau.
Le Lunar Reconnaissance Orbiter est lancé le 18 juin 2009 et est toujours en train de cartographier la région du pôle Sud lunaire. L'objectif est de constater si la région du pôle Sud lunaire dispose de suffisamment de ressources durables pour soutenir une station permanente avec équipage. Le LRO réalise l'expérience de radiomètre lunaire Diviner, qui étudie le rayonnement et les propriétés thermophysiques de la surface du pôle sud. Il peut détecter le rayonnement solaire réfléchi et les émissions infrarouges internes. Le LRO Diviner est capable de détecter où la glace d'eau pourrait être emprisonnée à la surface.
Le 3 janvier 2019, Chang'e 4, une sonde spatiale chinoise, est la première à atterrir en douceur dans le cratère Von Kármán, qui se trouve dans le grand bassin pôle Sud-Aitken au sud de la face cachée de la Lune,.
La deuxième mission lunaire indienne Chandrayaan-2, est lancée le 22 juillet 2019 et tente d'atterrir en douceur sur la région polaire sud de la Lune,. L'atterrisseur ne réussit finalement pas à atterrir en toute sécurité, perdant la communication à 335 m du sol. Le 23 août 2023, est annoncé le succès de l'alunissage de Chandrayaan-3.

### Rôle dans l'exploration spatiale
La région du pôle Sud lunaire est considérée comme un endroit incontournable pour les futures missions d'exploration et conviendrait pour un avant-poste lunaire. Les endroits situés en permanence à l'ombre sur la Lune pourraient contenir de la glace et d'autres minéraux, qui seraient des ressources vitales pour les futurs colons. Les sommets des montagnes près du pôle sont éclairés pendant de longues périodes et pourraient être utilisés pour fournir de l'énergie solaire à un avant-poste. Avec un avant-poste sur la Lune, les scientifiques pourraient analyser l'eau et d'autres échantillons volatils remontant à la formation du Système solaire.
En utilisant les données de l'altimètre laser LOLA (Lunar Orbiter Laser Altimeter) embarqué sur l'orbiteur lunaire LRO de la NASA les scientifiques ont pu réaliser un modèle numérique de terrain détaillé de la Lune. La carte topographique ainsi réalisée indique que près du pôle Sud, à Connecting Ridge qui relie le cratère Shackleton au cratère De Gerlache, il existe un site où le Soleil est visible durant 92,27 à 95,65% à une altitude allant de 2 m à 10 m au-dessus du sol. Aux mêmes endroits, on a découvert que les plus longues périodes d'obscurité continues n'étaient que de 3 à 5 jours.
Le pôle Sud de la Lune est un endroit où les scientifiques peuvent être en mesure d'effectuer des observations astronomiques uniques d'ondes radio de moins de 30 MHz. Les microsatellites chinois de Longjiang sont lancés en mai 2018 pour orbiter autour de la Lune, et Longjiang-2 fonctionne à cette fréquence jusqu'au 31 juillet 2019,. Avant Longjiang-2, aucun observatoire spatial n'avait été en mesure d'utiliser des ondes radio astronomiques dans cette fréquence à cause des interférences provenant d'équipements terrestres. Le pôle Sud lunaire possède des montagnes et des bassins qui ne font pas face à la Terre et serait ainsi un endroit idéal pour recevoir de tels signaux radio astronomiques d'un observatoire radio au sol.

### Missions futures
L'agence spatiale américaine, la NASA, a relancé en 2019 sous l'impulsion du président Trump, un projet d'exploration de la Lune par des astronautes qui marquerait le premier retour de l'homme sur la Lune depuis le programme Apollo (1962-1974). L'objectif final du  programme Artemis est de créer une installation permanente près du pôle Sud de la Lune pour bénéficier des conditions exceptionnelles qu'offrent cette région : l'eau piégée dans les cratères perpétuellement à l'ombre doit permettre de produire l'oxygène, l'ergol des fusées et l'eau consommée par les équipages tandis que  certains sites bénéficient d'un éclairage permanent fournissant l'énergie nécessaire aux activités humaines. Il est prévu (2020) que la première mission avec équipage, Artemis III, doit se poser dans cette région vers 2024. D'ici là plusieurs engins spatiaux robotiques sont chargés d'étudier de manière détaillée la région. La mission la plus notable est celle de l'astromobile VIPER dont l'objectif est d'analyser la structure des dépôts de glace d'eau (répartition des gisements, structure physique de la glace d'eau) afin de déterminer si son exploitation est possible. Le  lancement et la dépose à la surface de la Lune  est confiée à des sociétés privées dans le cadre du CLPS.
L'exploration de la région est également envisagée par des sociétés privées. Blue Origin prévoit une mission dans la région polaire Sud vers 2024,. L'atterrisseur Blue Moon dérive de la technologie d'atterrissage vertical utilisée dans la fusée sous-orbitale New Shepard de Blue Origin. Cela permettrait potentiellement des alunissage afin de constituer une base avec équipage dans un cratère de la région polaire sud grâce à leur atterrisseur Blue Moon.